# NGC 2741
NGC 2741 je galaksija u zviježđu Raku.

## Vanjske poveznice
- SEDS: NGC 2741